# Przemysł fajczarski w Przemyślu

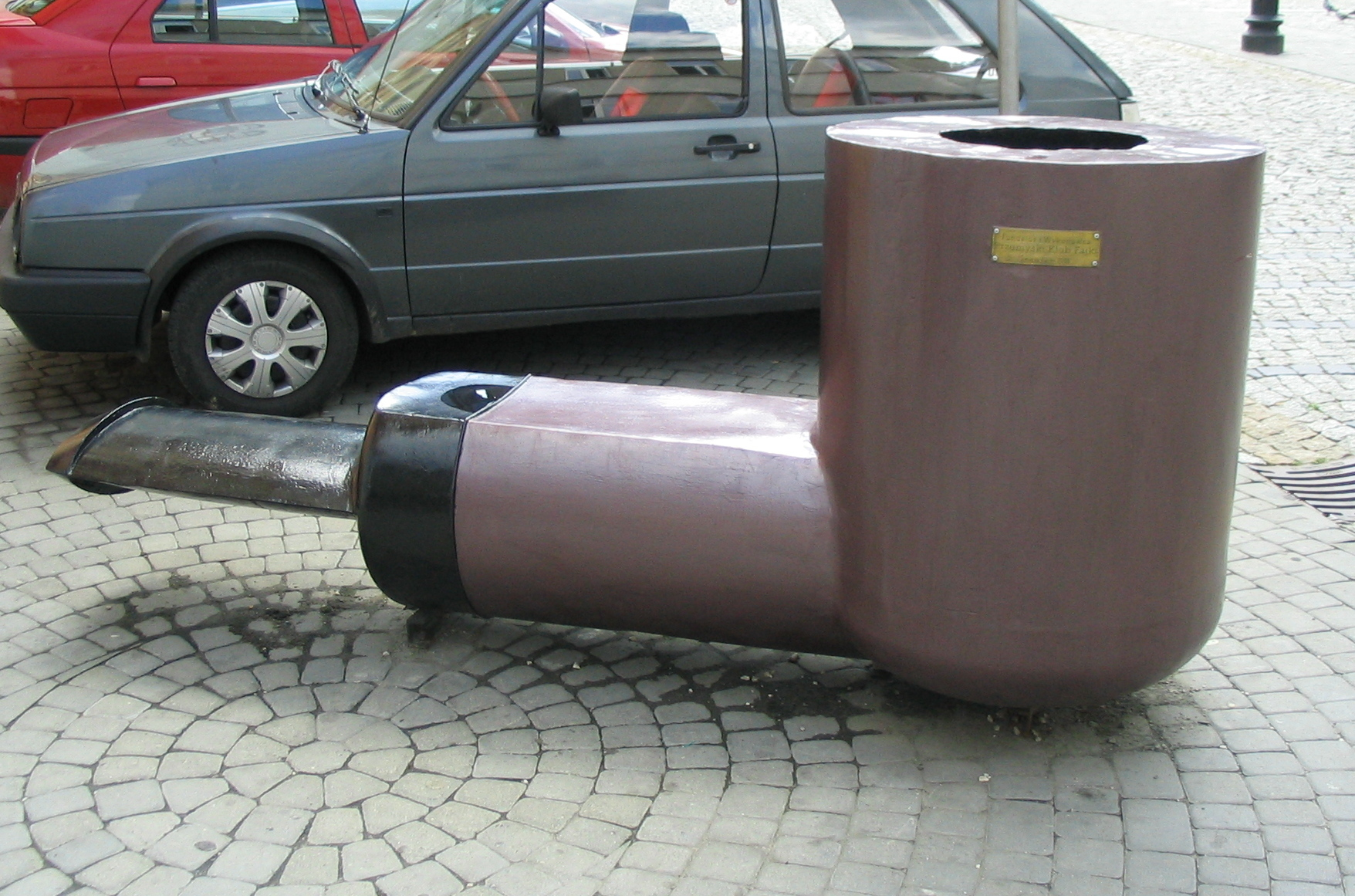
Pomnik-ławka fajki w Przemyślu

Fajka przemyska – określenie fajek powstałych w rzemieślniczych warsztatach fajkarskich w Przemyślu. 
Początki fajkarstwa przemyskiego sięgają lat 70. XIX wieku. Przełomowym wydarzeniem w historii tego rzemiosła w Przemyślu, było przybycie czeskiego rzemieślnika Wincentego Swobody. W 1889 roku zamieszkał przy ul. Strycharskiej, wykonując pierwsze fajki w piwnicy. W 1908 r. założył Pierwszą Krajową Wytwórnię Przyborów do Palenia. Firma zatrudniała wówczas około 20 osób, w tym trzech braci Walatów.
W 1935 roku Ludwik Walat został kierownikiem warsztatu. W 1941 roku umarł Wincenty Swoboda, a firma przestała istnieć. Dopiero w 1945 r. bracia Ludwik, Jan i Michał Walatowie otworzyli własną pracownię fajkarską przy ul. Koźmiana. W 1947 roku zatrudnili brata Mieczysława. W 1956 roku do pracowni trafił Ryszard Kulpiński.
Kolekcję fajek przemyskich można oglądać w Muzeum Dzwonów i Fajek w Przemyślu znajdującym się w Wieży Zegarowej przy ul. Władycze 3 (oddział Muzeum Narodowego Ziemi Przemyskiej).